# The Trouble with Wives
The Trouble with Wives è un film muto del 1925 diretto da Malcolm St. Clair. Prodotto dalla Famous Players-Lasky Corporation e distribuito dalla Paramount Pictures, aveva come interpreti Florence Vidor, Tom Moore, Esther Ralston, Ford Sterling, Lucy Beaumont, Edgar Kennedy, Etta Lee, William Courtright.

## Trama
Il matrimonio di William e Grace Hyatt sembra non avere alcun problema fino al momento in cui Hennessey, il migliore amico di William, informa Grace che suo marito ha cenato con Dagmar, una graziosa stilista parigina. William si spiega con la moglie ma questa – quando viene a sapere dal solito amico, che lui e Will sono stati nell'appartamento della ragazza (anche se la visita viene definita come un appuntamento di lavoro) – rosa dai sospetti e dalla gelosia che le fanno credere all'infedeltà di Will, rende impossibile al vita al marito. L'uomo finisce per uscire di casa e recarsi in un albergo. Grace lo segue, scoprendo che nello stesso hotel si trova anche Dagmar. Con sua sorpresa – e sollievo – Grace si rende finalmente conto che Dagmar è lì solo per sposarsi con Hennessey e che il proprio matrimonio è salvo. Felice, si riconcilia con il marito, ingiustamente sospettato.

## Produzione
Il film fu prodotto dalla Famous Players-Lasky Corporation.

## Distribuzione
Il copyright del film, richiesto dalla Famous Players-Lasky Corp., fu registrato il 30 settembre 1925 con il numero LP21862.

Distribuito dalla Paramount Pictures, il film fu presentato in prima a New York il 4 agosto 1925, uscendo poi nelle sale statunitensi il 28 settembre. Nel 1926, la Famous-Lasky Film Service distribuì il film nel Regno Unito (Londra, 10 giugno 1926), in Canada (1926) e Australia (1926). In Danimarca, uscì l'11 maggio 1926 con il titolo Besværlige kvinder; in Francia, il 5 agosto 1927 come Lorqu'on est trois; in Portogallo, il 28 novembre 1927 come Na Quadra Mais Ditosa da Vida.
Non si conoscono copie ancora esistenti della pellicola che viene considerata presumibilmente perduta.